# Regionalmarketing

Transsektoraler Charakter des Regionalmarketing

Abgrenzung des Regionalmarketing

Das Regionalmarketing ist ein 

„marktorientiertes Steuerungskonzept zur nachhaltigen inneren und äußeren Stärkung von Regionen innerer Homogenität durch den planmäßigen Einsatz der Marketingkonzeption. Es ist sektorübergreifend und hat die Gestaltung der Beziehungen zwischen Regionen und ihren Zielgruppen zum Gegenstand. Es nutzt die endogenen Potentiale einer Region und wird initiiert und getragen von den regionalen Akteuren auf freiwilliger, kooperativer Basis.“

Regionalmarketing entstand einerseits, ähnlich dem Standortmarketing und dem Stadtmarketing, aus einem stärker werdenden Konkurrenzkampf zwischen Regionen und Gebietszusammenschlüssen
- um den Zuzug von Bürgern in die Region und ihren Verbleib in ihr,
- um Touristen, die die Region besuchen,
- um Investoren und ansiedlungswillige Unternehmen,

andererseits aber auch aus den Bestrebungen von politischen Gebietskörperschaften heraus, Bedürfnisse von bereits in der Region Ansässigen durch neue bzw. erweiterte Angebote besser zu erfüllen. Regionalmarketing unterscheidet sich Tobias Altmann zufolge vom allgemeinen Marketing vor allem dadurch, dass Ersteres stärker gemeinwohloriert ist. Beim Stadtmarketing seien folglich in aller Regel Stadtverwaltungen federführend.